# Classificação Internacional de Patentes
A Classificação Internacional de Patentes (CIP) (em inglês, IPC - International Patent Classification), foi estabelecida pelo Acordo de Estrasburgo em 1971 e define um sistema hierárquico de símbolos para classificar o conteúdo de patentes de acordo com as diferentes áreas tecnológicas a que pertencem. A CIP entrou em vigor em 1975, é atualmente adotada por mais de 100 países e coordenada pela Organização Mundial da Propriedade Intelectual (OMPI) (em inglês, WIPO - World Intellectual Property Organization). A cada nova versão da CIP, novos símbolos são criados, refletindo a tendência do desenvolvimento tecnológico nas áreas afins. A CIP é publicada em duas línguas oficiais - inglês e francês -, e passa por revisões anuais, normalmente no 1º dia do mês de janeiro.
Todo documento de patente, ao ser publicado por um instituto de patentes que utiliza CIP, recebe um ou mais códigos CIP permitindo identificar seu conteúdo de maneira não ambígua, precisa e independentemente do idioma em que a patente foi escrita  Essa característica é chave no sistema de patentes, porque permite que qualquer interessado pesquise por patentes em uma determinada área tecnológica no mundo todo sem precisar conhecer detalhes da terminologia utilizada. Examinadores de patentes normalmente baseiam-se na CIP para efetuar buscas de anterioridade.

## Estrutura
A CIP é composta por 8 seções, de A a H, que envolvem todos os campos tecnológicos :
A Necessidades humanas

B Operações de processamento; Transporte

C Química; Metalurgia

D Têxteis e papel

E Construções fixas

F Eng. mecânica; iluminação; aquecimento; armas; explosão

G Física

H Eletricidade
Cada código CIP possui um título e um símbolo (por exemplo, título "Alojamento de aves" e símbolo A01K 31/00) . Um código CIP completo é composto por seção, classe, subclasse e grupo . Cada seção é formada por classes, que são representadas por uma letra correspondente à seção, seguida de um número de dois dígitos. Por exemplo, a seção A- Necessidades humanas possui um conjunto de classes, e uma delas é A01 - Agricultura; silvicultura; criação de animais; caça; armadilhas; pesca.
Cada classe, por sua vez, é formada por um conjunto de subclasses, que são representadas pelo símbolo de classe seguido de uma letra maiúscula. No exemplo anterior, A01K é uma subclasse - Criação de animais; avicultura; apicultura; piscicultura; pesca; criação ou reprodução de animais não previstos de outra forma; novas raças de animais. Já cada subclasse é dividida em grupos, denominados grupos principais e subgrupos. O grupo principal é representado pelo símbolo de subclasse seguido de um número e /00. O código A01K 31/00 representa o grupo principal. Além do grupo principal, há subgrupos, que representam subdivisões do grupo principal. Subgrupos contêm dígitos diferentes de zero após a barra (/). Neste caso, alguns exemplos são A01K 31/02 (Dispositivos para portas; abridores automáticos de portas), A01K 31/04 (Bandejas coletoras; dispositivos para remoção de excrementos), A01K 31/06 (Gaiolas), A01K 31/07 (Gaiolas transportáveis) etc.
Existe hierarquia também entre os subgrupos no contexto de um grupo principal. Para ilustrar essa hierarquia, o título de um subgrupo é precedido por um ou mais pontos, e a quantidade de pontos indica a posição hierárquica do subgrupo. A seguir, é apresentado um exemplo:
A01K 31/02 .Dispositivos para portas; abridores automáticos de portas

A01K 31/04 .Bandejas coletoras; dispositivos para remoção de excrementos

A01K 31/06 .Gaiolas

A01K 31/07 ..Gaiolas transportáveis

A01K 31/08 ..Gaiolas dobráveis

A01K 31/10 .Portas; Portas tipo alçapão
Neste caso, os subgrupos A01K 31/02, A01K 31/04 e A01K 31/06 estão na mesma posição hierárquica (precedidos por um ponto), abaixo apenas do grupo principal. Já os subgrupos A01K 31/07 e A01K 31/08 estão contidos em A01K 31/06 ou, em outras palavras, são subdivisões deste. O subgrupo A01K 31/10, embora apareça depois, está na mesma posição hierárquica dos três primeiros. Normalmente, os documentos de patente são classificados conforme códigos completos (seção, classe, subclasse, e grupo principal ou subgrupo). Existem atualmente mais de 75.000 símbolos na CIP .

## Links externos
- International Patent Classification (IPC)
- Cooperative Patent Classification (CPC)
- IPCCAT
- Espacenet
- Acordo de Estrasburgo